# Leónamajor
Leónamajor (szerbül Војвода Степа / Vojvoda Stepa) település Szerbiában, a Vajdaságban, a Közép-bánsági körzetben. Közigazgatásilag Magyarcsernye községhez tartozik.

## Fekvése
Zsombolyától délnyugatra, Magyarcsernye és Szerbcsernye közt fekvő település.

## Népesség

### Demográfiai változások
| 1948 | 1953 | 1961 | 1971 | 1981 | 1991 | 2002 | 2011 |
| ---- | ---- | ---- | ---- | ---- | ---- | ---- | ---- |
| 2832 | 3076 | 2857 | 2518 | 2032 | 1827 | 1720 | 1374 |